# Tinchebray
Tinchebray est une ancienne commune française, située dans le département de l'Orne en région Normandie, devenue le 1er janvier 2015 une commune déléguée au sein de la commune nouvelle de Tinchebray-Bocage.
Elle est peuplée de 2 585 habitants.

## Géographie
Située à l'ouest du Bocage flérien, Tinchebray est au cœur d'une plus vaste région, le Bocage normand. L'atlas des paysages de la Basse-Normandie place la commune au cœur de l'unité des hauts pays de l’ouest ornais et du Mortainais située majoritairement au nord-ouest du département de l'Orne et caractérisée par un «  paysage rude, marqué  par un relief complexe modelé par les cours d’eau qui en divergent comme d’un château d’eau ». Traversée par le Noireau, cette petite ville est sur la route départementale 924 (ancienne RN 24 bis), à 14 km à l'ouest de Flers et à 16 km au sud-est de Vire. Elle est également à 16 km à l'est de Sourdeval et à 24 km au nord de Domfront. Couvrant 2 652 hectares, le territoire de Tinchebray était le plus étendu de son canton, supprimé en 2015.
Outre la D 924, qui parcourt la commune de l'est au nord-ouest, Tinchebray est traversé par la D 911 qui mène à Montsecret, Saint-Pierre-d'Entremont et Condé-sur-Noireau au nord-est et Sourdeval à l'ouest. La D 22, qui va vers Bernières-le-Patry au nord, rejoint Lonlay-l'Abbaye et Domfront au sud-ouest. D'autres départementales, plus secondaires, rayonnent du bourg et le relient à Chanu (D 225) au sud-est, Yvrandes (D 23) au sud et Le Fresne-Poret (D 237) au sud-ouest. La D 817, partant de la D 23 au sud du territoire, rejoint Saint-Cornier-des-Landes au sud.
Le territoire est entièrement dans le bassin de l'Orne par son affluent le Noireau qui le parcourt de l'ouest au nord-est et borde le bourg au sud. Le nord est drainé par deux affluents de rive gauche de la rivière et aux cours parallèles à celle-ci : le Vautigé et le Troitre. Le sud est traversé par les affluents de rive droite : le ruisseau de Monbayer, la Durance et le ruisseau de la Gaillardière, ces deux derniers ayant des orientations sud-nord plus marquées.
Le point culminant (311 / 312 m) se situe à l'est, près du lieu-dit la Baronnerie. Le point le plus bas (152 m) correspond à la sortie du Noireau du territoire, au nord-est. La commune est bocagère.
Le climat est océanique, comme dans tout l'Ouest de la France. La station météorologique la plus proche est Caen-Carpiquet, à 51 km, mais Alençon-Valframbert et Granville-Pointe du Roc sont à moins de 75 km. Le Bocage flérien s'en différencie toutefois pour la pluviométrie annuelle qui, à Tinchebray, avoisine les 1 100 mm.
Les lieux-dits sont, du nord-ouest à l'ouest, dans le sens horaire : Larbré, la Cabotière, les Châtaigners, les Rondes Noës, la Harie, Launay Caget, la Plurière, les Forges, les Genetets, Croquet, le Gage, la Huberdière, le Rocher, la Provotière, Monbayerla Bichetière, Beau Soleil, la Méhétière, la Clérotière, la Véronnière (au nord), la Sorlière, Martigny, la Peschardière, la Madeleine, les Communes, la Gauberdière, la Mancellière, Beaudoin, la Degrennerie, la Tassinerie, Champ Fleur, la Griche Denterie, Beaulieu, Fieffe au Curé, Butte Rouge, la Source au Lard, les Landes, Rochefort, l'Épinette, les Quatre Acres, le Gacet, les Carreaux, Blanchelande (à l'est), la Baronnerie, la Gautierrerie, la Fieffe du Rocher, la Gorerie, Cherbion, la Coudrette, la Vallée Bonvoisin, le Désert, le Pont de Fer, la Fieffe de Crêpe, la Paluette, la Guitorière, les Hardouinières, les Marières, la Besnardière, les Archeries, la Hognerie, la Fucherie, Roullon, les Pavements, la Prise, la Bionnière, Lorgerie, les Mares, les Cent Acres, le Dojean, le Meslot, le Gué Gaudin (au sud), les Masures, la Pitoterie, la Petite Broussette, la Tominerie, le Champ de Mars, Bel-Air, la Grande Broussette, le Planitre, le Bourdonnet, les Perrettes, Moque-Souris, la Petite Corbière, la Grande Corbière, la Fieffe aux Marches, la Louvetterie, la Gietterie, la Valette, la Piletière, la Beaujardière, les Buissons, la Chapellière, la Hainerie, la Berterie, la Rogerie, la Corderie, le Tronchet, le Bouillon, la Goulière, le Moulin Noir, les Hauts Champs, Sept Fours et la Pommeraie (à l'ouest).
| Saint-Quentin-les-Chardonnets                                           | Saint-Quentin-les-Chardonnets                               | Montsecret (comm. nouv. de Montsecret-Clairefougère) (par un angle) |
| Le Ménil-Ciboult Saint-Jean-des-Bois (comm. nouv. de Tinchebray-Bocage) | Tinchebray                                                  | Frênes (comm. nouv. de Tinchebray-Bocage)                           |
| Yvrandes (comm. nouv. de Tinchebray-Bocage)                             | Saint-Cornier-des-Landes (comm. nouv. de Tinchebray-Bocage) | Landisacq Chanu (par un angle)                                      |

## Toponymie
Le toponyme est attesté sous les formes Tenerchebraium en 1100, Tenerchebraicum en 1107, a Tenechebrai en 1170, [castrum] Tenerchebrai dans la chronique de Robert de Torigni, Trinchebray en 1417-1422 et Tinchebray au XVe siècle.
Albert Dauzat et Charles Rostaing considèrent qu'il s'agit d'une formation médiévale basée sur l'ancien français tenerge « obscur » et sur l'ancien français brai (gaulois bracus) « boue, marais ».
Ernest Nègre leur emboite le pas à quelques nuances près : langue d'oïl tenerge « ténébreux, sombre, sale » et brai « boue ».
René Lepelley parle lui du latin tenebrae « obscurité, ténèbres » et du gaulois braco, évoquant l'humidité.
L'ancien français tenerge est issu du gallo-roman *TENEBRICU (< latin tenebra + -icus) et le latin tenebra(e) ne peut phonétiquement pas avoir abouti à Tenerche-, qui suppose obligatoirement *TENEBRICU. L'ancien français brai « boue » (XIIe siècle. Raoul de Cambrai, 2775 dans T.-L.) est issu du gallo-roman BRACU, lui-même du gaulois *bracu (Französisches Etymologisches Wörterbuch t. 1, p. 489), mot qui n'est pas attesté et qui doit donc comporter un astérisque. Brai est encore vivant dans les dialectes au sens de « terrain humide » (Piéron). Certains patois conservent également le mot tenerge, variante tienerge, occitan tenerc.
Ce mode de formation toponymique déterminant - déterminé est un indice de l'influence germanique.
Le gentilé est Tinchebrayen.

## Histoire

### Moyen Âge
C'est un chef danois, Unfred, qui construisit le premier château de Tinchebray ainsi que celui du Teilleul.
C'est à l'issue de la bataille de Tinchebray, le 28 septembre 1106, qui se déroula sous les murs du château, bâti dans la première moitié du XIe siècle par Guillaume, comte de Mortain, que Henri Ier Beauclerc, roi d'Angleterre vainquit son frère Robert Courteheuse, duc de Normandie, entraînant le rattachement du duché de Normandie à l'Angleterre, dix-neuf ans après le partage entre les fils de Guillaume le Conquérant.
La seigneurie de Tinchebray est rattachée au domaine royal en 1259[réf. nécessaire].
En 1375, les enfants de feu Jehan de Picquigny, chambellan du roi de Navarre, originaire de Picardie, reconnaissent avoir eu de Charles II le Mauvais, roi de Navarre, la châtellenie et ville de Tinchebray.

### Temps modernes
Tinchebray est touchée par une épidémie de peste en 1622 et 1623.

### Révolution française et Empire
Pendant la chouannerie normande, la bataille de Tinchebray le 31 mars 1796, oppose les troupes de Louis de Frotté, qui y mena quatre assauts, sans succès, aux forces patriotiques. L'évènement inspira une chanson.
Les sœurs de l'Éducation chrétienne s'installent en 1856.

### Époque contemporaine
Le 1er janvier 2015, Tinchebray intègre avec six autres communes la commune de Tinchebray-Bocage créée sous le régime juridique des communes nouvelles instauré par la loi no 2010-1563 du 16 décembre 2010 de réforme des collectivités territoriales. Les communes de Beauchêne, Frênes, Larchamp, Saint-Cornier-des-Landes, Saint-Jean-des-Bois, Tinchebray et Yvrandes deviennent des communes déléguées et Tinchebray est le chef-lieu de la commune nouvelle.

## Politique et administration

### Tendances politiques et résultats
Candidats ou listes ayant obtenu plus 5 % des suffrages exprimés lors des dernières élections politiquement significatives :
- Européennes 2014[19] (51,31 % de votants) : UMP (Jérôme Lavrilleux) 35,25 %, FN (Marine Le Pen) 23,13 %, UDI - MoDem (Dominique Riquet) 11,21 %, PS-PRG (Gilles Pargneaux) 8,79 %, EÉLV (Karima Delli) 6,06 %, DLR (Jean-Philippe Tanguy) 5,86 %.
- Législatives 2012[20] :
  - 1er tour (72,11 % de votants) : Jérôme Nury (UMP, maire de la ville) 61,16 %, Yves Goasdoué (DVG) 28,06 %.
  - 2e tour (73,44 % de votants) : Jérôme Nury (UMP) 65,94 %, Yves Goasdoué (DVG) 34,06 %.
- Présidentielle 2012[21] :
  - 1er tour (84,90 % de votants) : François Hollande (PS) 28,99 %, Nicolas Sarkozy (UMP) 27,68 %, Marine Le Pen (FN) 16,36 %, François Bayrou (MoDem) 10,79 %, Jean-Luc Mélenchon (FG) 9,54 %.
  - 2e tour (84,36 % de votants) : François Hollande (PS) 54,09 %, Nicolas Sarkozy (UMP) 45,91 %.

### Administration municipale

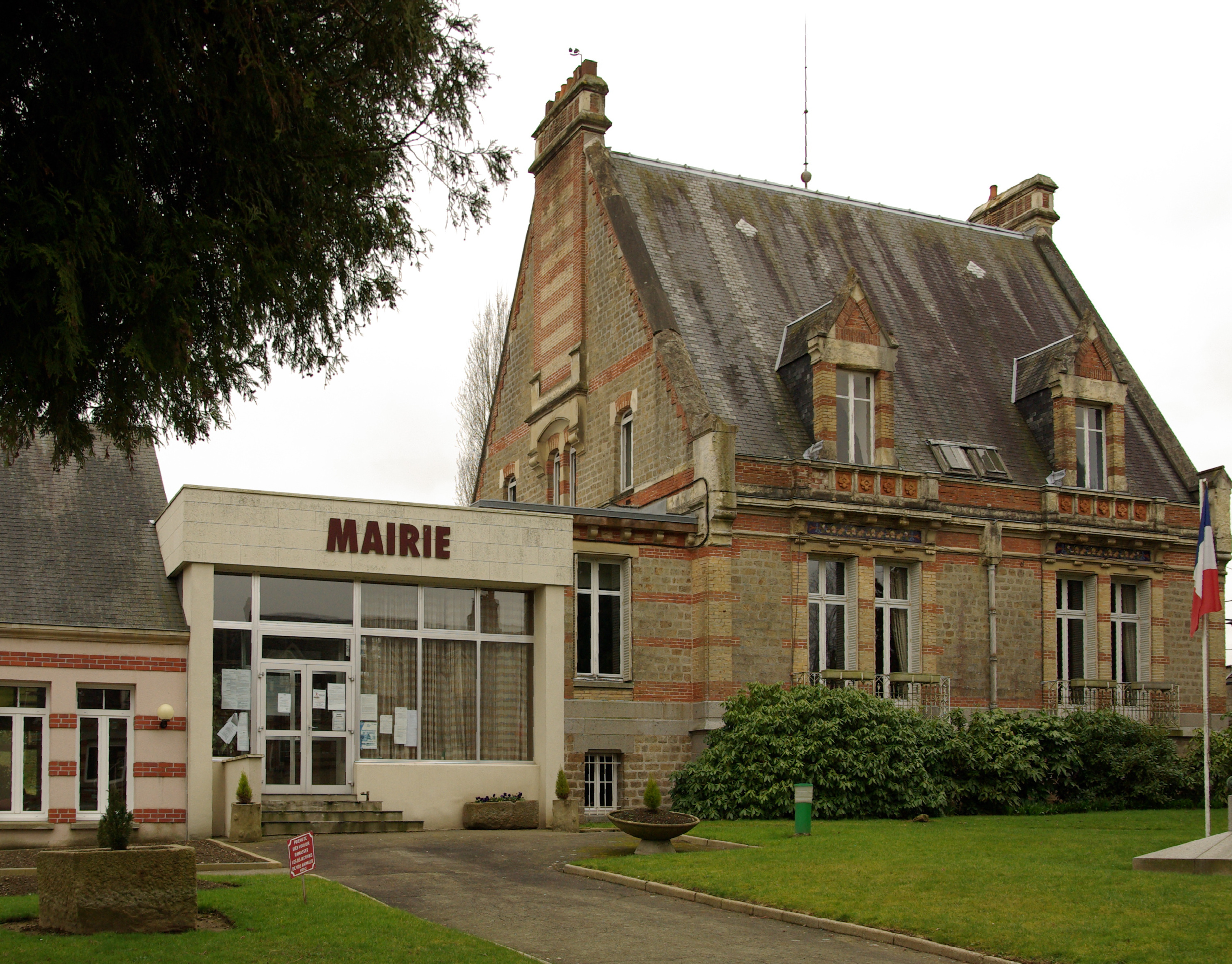
La mairie.

Le conseil municipal était composé de vingt-trois membres dont le maire et cinq adjoints. Ces conseillers intègrent au complet le conseil municipal de Tinchebray-Bocage le 1er janvier 2015 jusqu'en 2020 et Jérôme Nury est élu maire de la commune nouvelle et devient également maire délégué de Tinchebray. À la suite de son élection au mandat de député, il est remplacé à ce dernier poste en juillet 2017 par Christophe Lecordier.

## Population et société

### Démographie
En 2021, la commune comptait 2 585 habitants. Depuis 2004, les enquêtes de recensement dans les communes de moins de 10 000 habitants ont lieu tous les cinq ans (en 2008, 2013, 2018, etc. pour Tinchebray) et les chiffres de population municipale légale des autres années sont des estimations.
Tinchebray a compté jusqu'à 4 599 habitants en 1896.
| 1793  | 1800  | 1806  | 1821  | 1831  | 1836  | 1841  | 1846  | 1851  |
| ----- | ----- | ----- | ----- | ----- | ----- | ----- | ----- | ----- |
| 3 318 | 3 340 | 3 157 | 3 130 | 3 423 | 3 738 | 3 783 | 4 006 | 4 174 |

| 1856  | 1861  | 1866  | 1872  | 1876  | 1881  | 1886  | 1891  | 1896  |
| ----- | ----- | ----- | ----- | ----- | ----- | ----- | ----- | ----- |
| 4 179 | 4 365 | 4 537 | 4 496 | 4 565 | 4 361 | 4 332 | 4 533 | 4 599 |

| 1901  | 1906  | 1911  | 1921  | 1926  | 1931  | 1936  | 1946  | 1954  |
| ----- | ----- | ----- | ----- | ----- | ----- | ----- | ----- | ----- |
| 4 421 | 3 952 | 3 809 | 3 339 | 3 428 | 3 294 | 3 139 | 2 984 | 2 993 |

| 1962  | 1968  | 1975  | 1982  | 1990  | 1999  | 2008  | 2013  | 2018  |
| ----- | ----- | ----- | ----- | ----- | ----- | ----- | ----- | ----- |
| 3 019 | 3 045 | 3 205 | 3 202 | 2 955 | 2 891 | 2 604 | 2 674 | 2 590 |

| 2019  | - | - | - | - | - | - | - | - |
| ----- | - | - | - | - | - | - | - | - |
| 2 580 | - | - | - | - | - | - | - | - |

### Sports et loisirs
La Jeunesse sportive de Tinchebray fait évoluer une équipe de football en ligue de Basse-Normandie et une autre en division de district.

## Économie

### Industries
La ville regroupe plusieurs entreprises spécialisées dans la ferronnerie, la quincaillerie et les outils de jardinage. Tinchebray revendique le titre de « capitale de la quincaillerie ». C'était aussi le centre de commerce de la zone cloutière de Chanu, capitale du clou normand, qui consommait 2 000 tonnes de fer en 1761, c'est-à-dire la production d'une quinzaine de forges.
Présence d'une chocolaterie Cémoi, située dans l'ancienne abbaye.

## Culture locale et patrimoine

### Lieux et monuments
- Vestiges d'une villa romaine[14].
- Musée ethnographique, rue de la Geôle. Ancienne prison royale, transformée en musée. L'ancienne prison royale, tribunal, halle, XVIe, occupés depuis les années 1970 par le musée de Tinchebray[35]. Dans les vestiges des prisons se trouvent encore les portes originales des cachots où l'on peut voir, gravées, les inscriptions des prisonniers.
- Église Saint-Pierre-et-Saint-Paul 1830.
- Dans le cimetière, église Notre-Dame des Montiers fin XVe, XVIIe siècle. Construite par Henri Beauclerc, classée au titre des monuments historiques.
- Chapelle Saint-Rémi, d'origine romane, ancienne église castrale, fortifiée pendant la guerre de Cent Ans, avec un transept à échauguette et mâchicoulis, et des fresques du XIVe siècle à l'intérieur. Construite aux alentours de 1350, classée au titre des monuments historiques.
- Chapelle Sainte-Marie 1860.
- Fontaine de Montpensier 1883. Mlle Marie Duchesse de Montpensier (née le 15 octobre 1605) était comtesse de Mortain.
- Stèle en mémoire de la bataille de Tinchebray de 1106, honorant le vaincu, Robert Courteheuse[36].

Pour mémoire
- La chapelle des Genestés ou Genêtés, dédiée à sainte Anne et aujourd'hui détruite. Elle avait été fondée par Nicolas Guillouet, prêtre, curé de Fresney-le-Vieux, sur une terre qui appartenait à sa famille. Né vers 1595, il fit son testament le 31 mars 1661 au notariat de Tinchebray. Il est mort le 27 février 1675 et fut inhumé dans cette chapelle qu'il avait fondée. Les registres paroissiaux et le notariat de Tinchebray ont conservé les noms de quelques chapelains de cette chapelle : Jean Guillouet en 1702 et 1721, Charles François Le Roy en 1774, Jacques Julien Onfray en 1783. Le 3 décembre 1775, Jacques Yver, sieur du Clos, est inhumé dans cette chapelle.

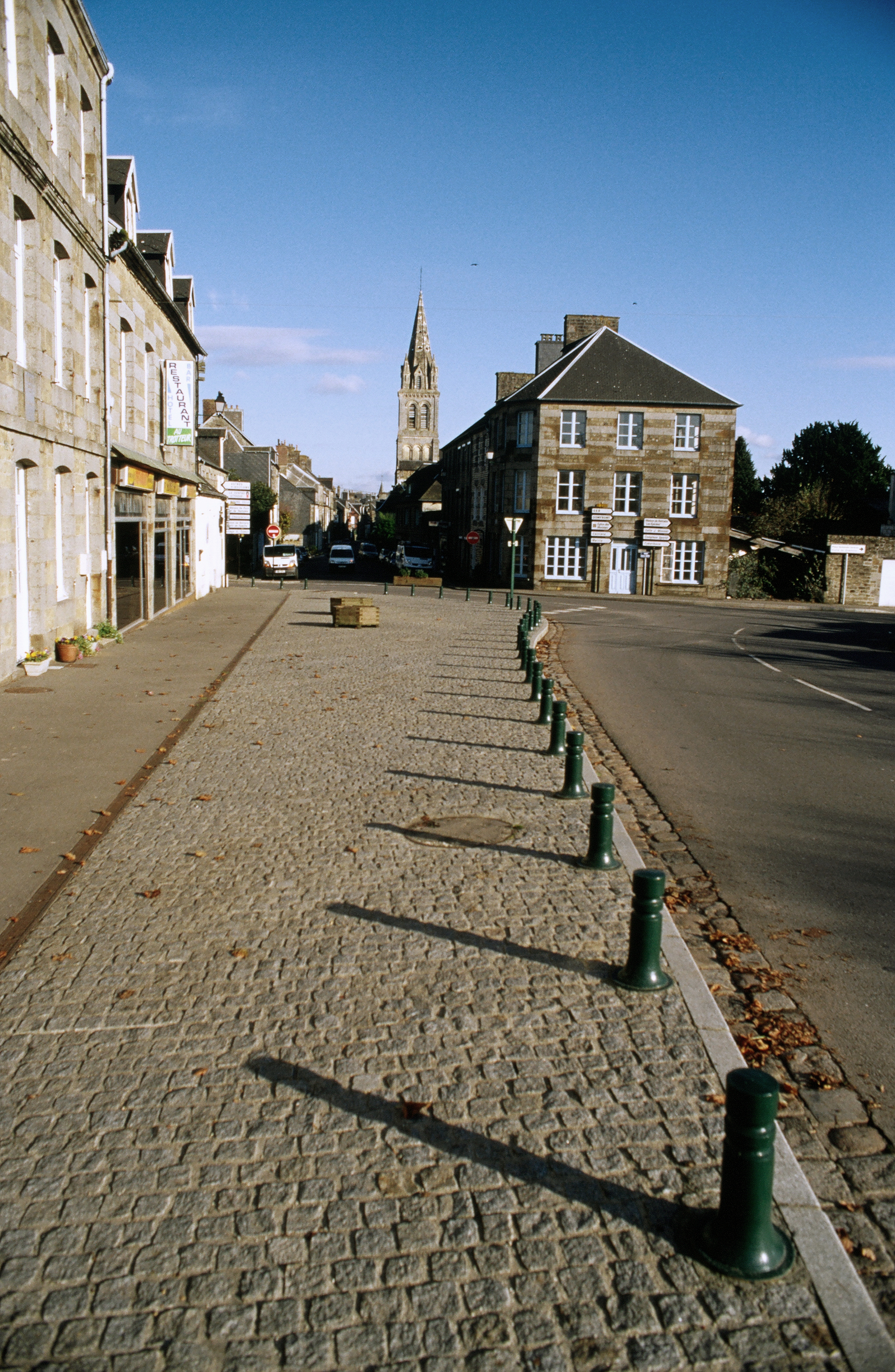
Vue depuis la route de Sourdeval ; l'église Saint-Pierre au fond.
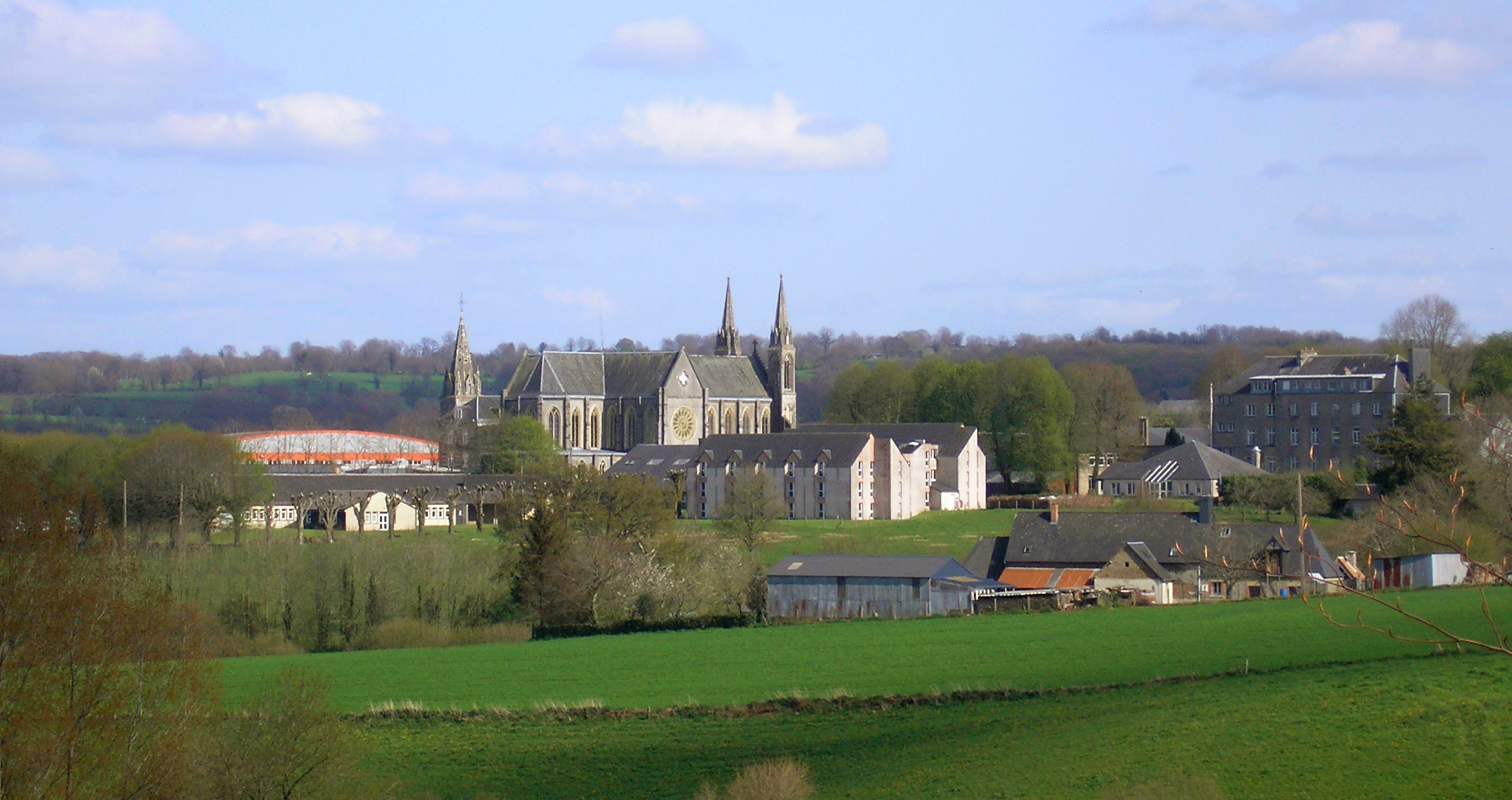
Vue depuis de la route de Vire.
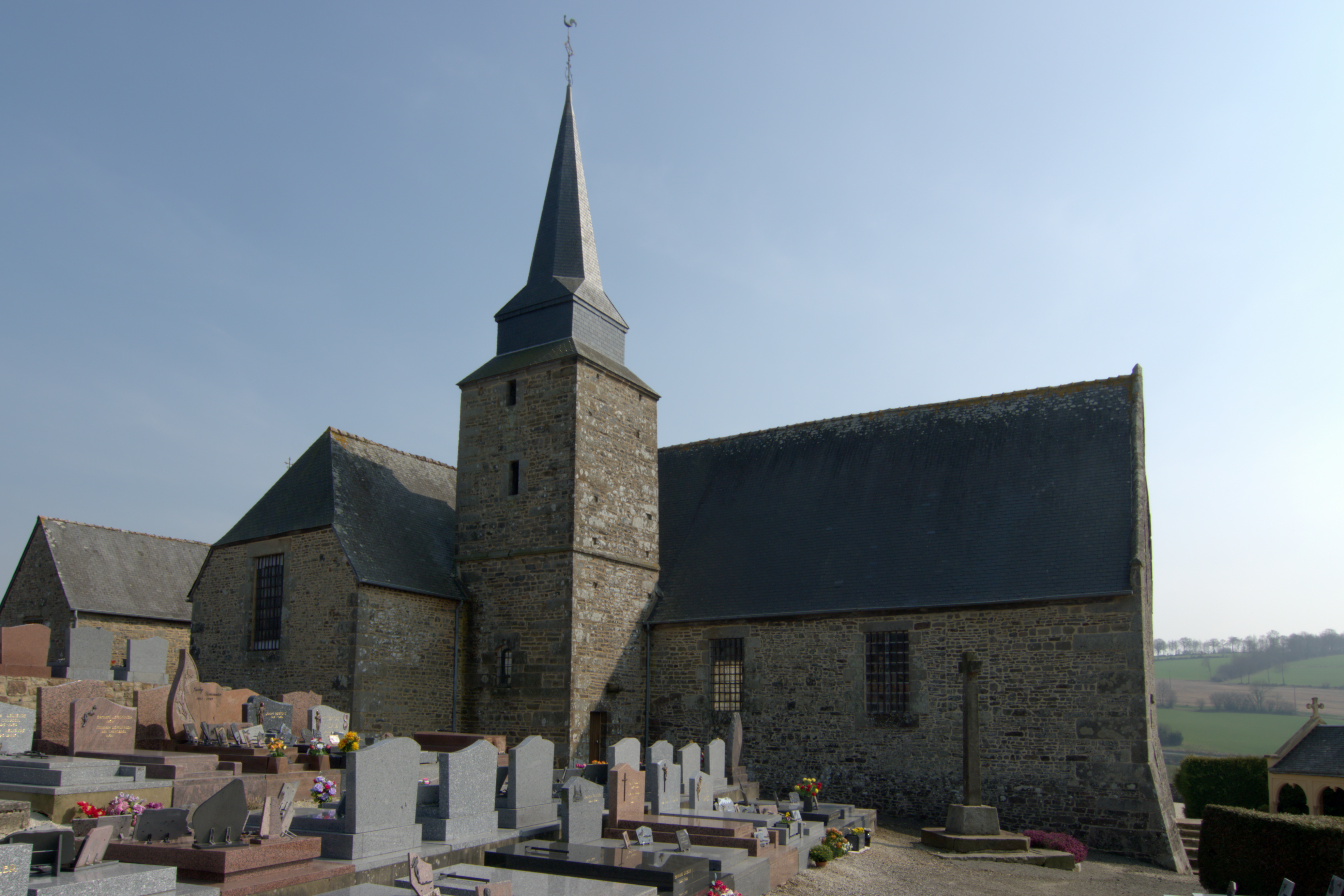
L'église Notre-Dame des Montiers.
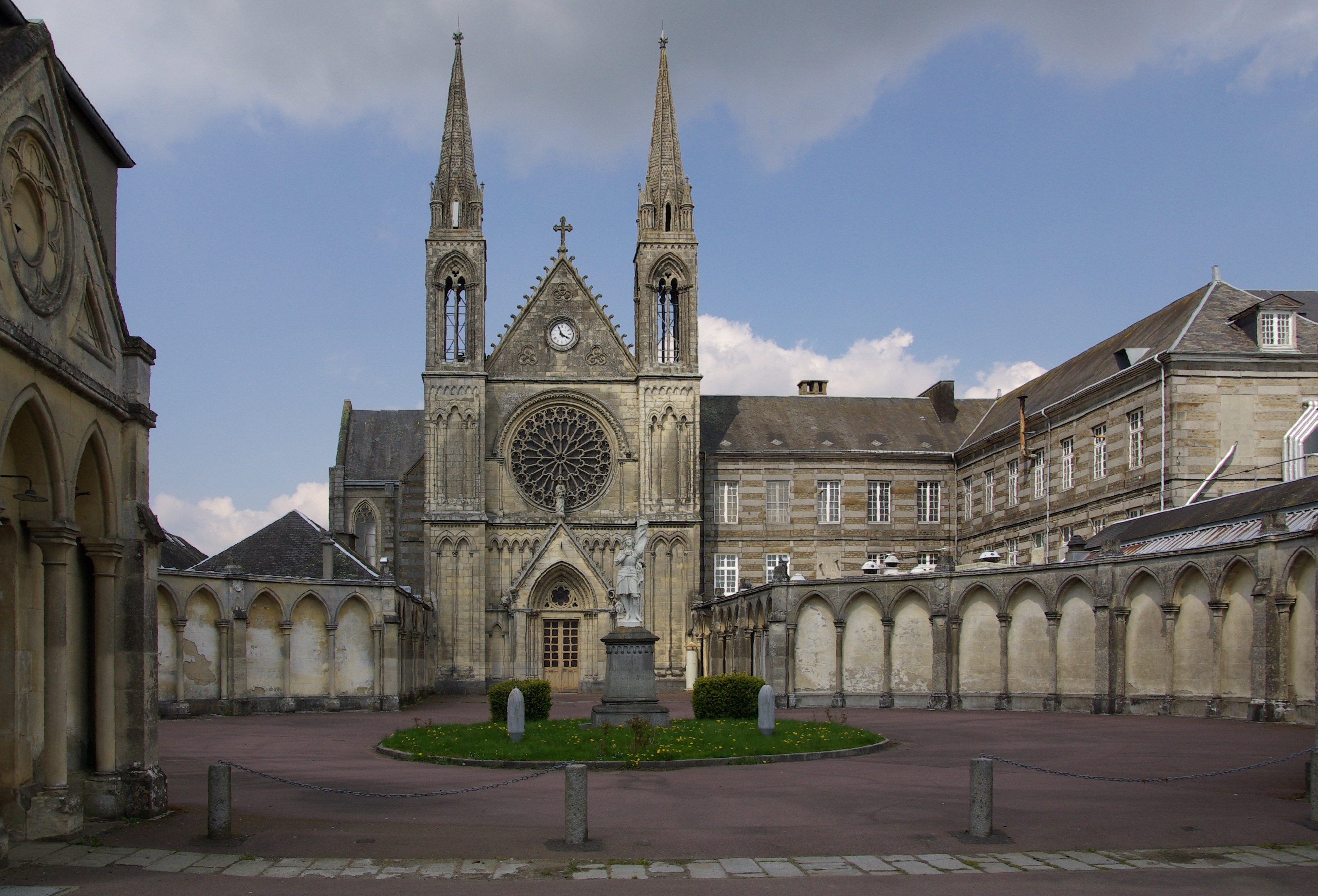
La chapelle Sainte-Marie.
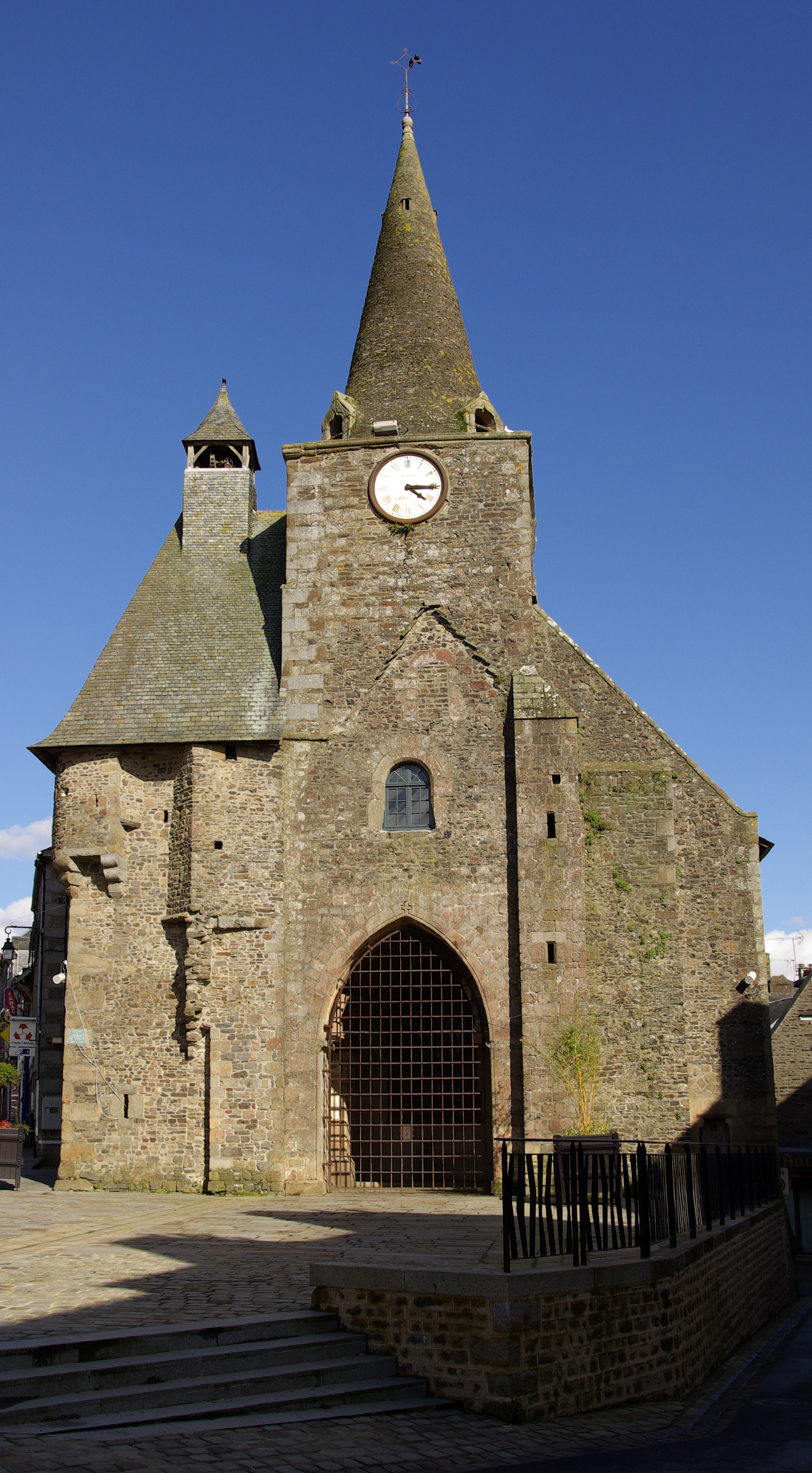
L'église Saint-Rémy.
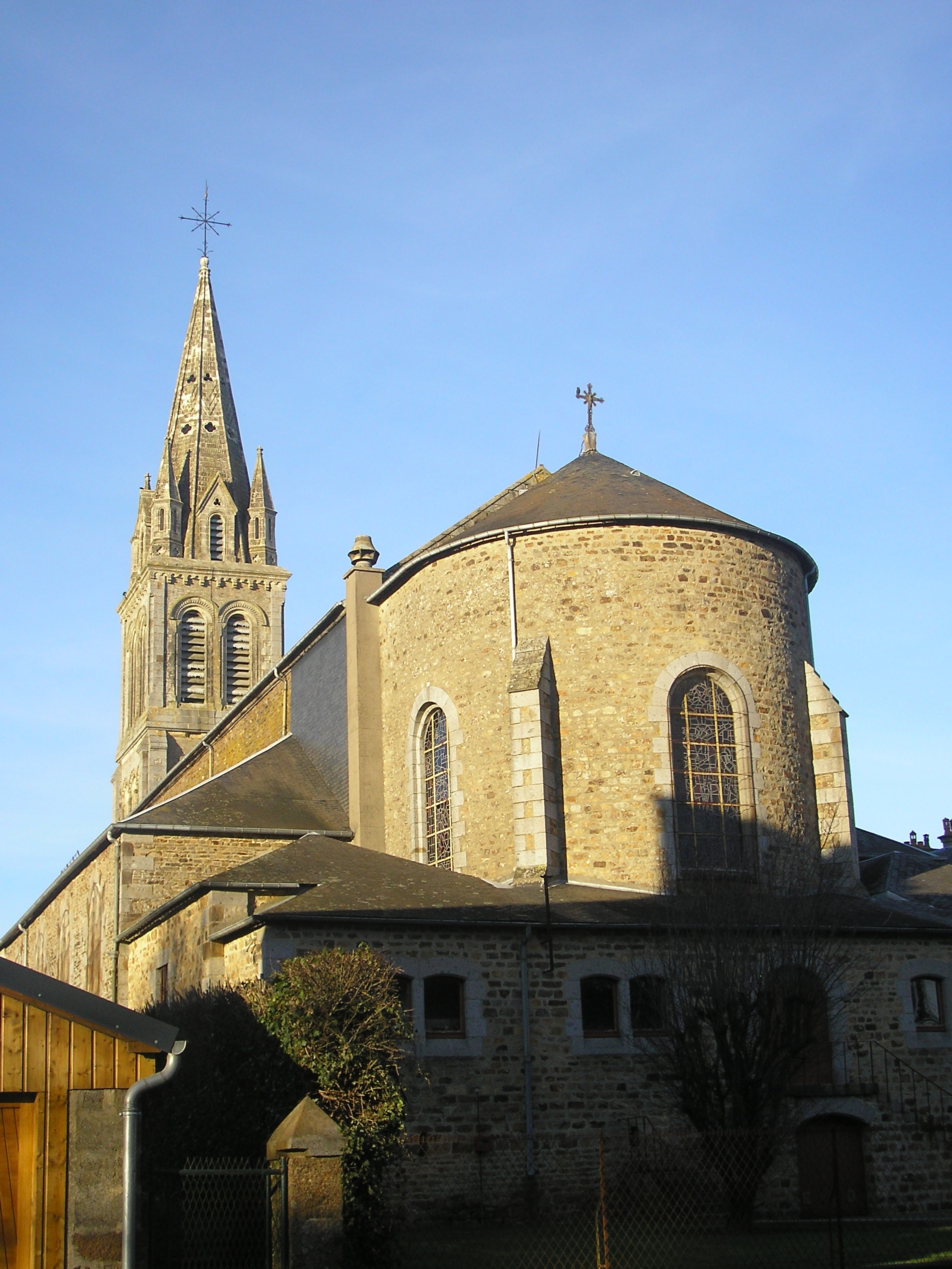
L'abside et le clocher de l'église Saint-Pierre-et-Saint-Paul.
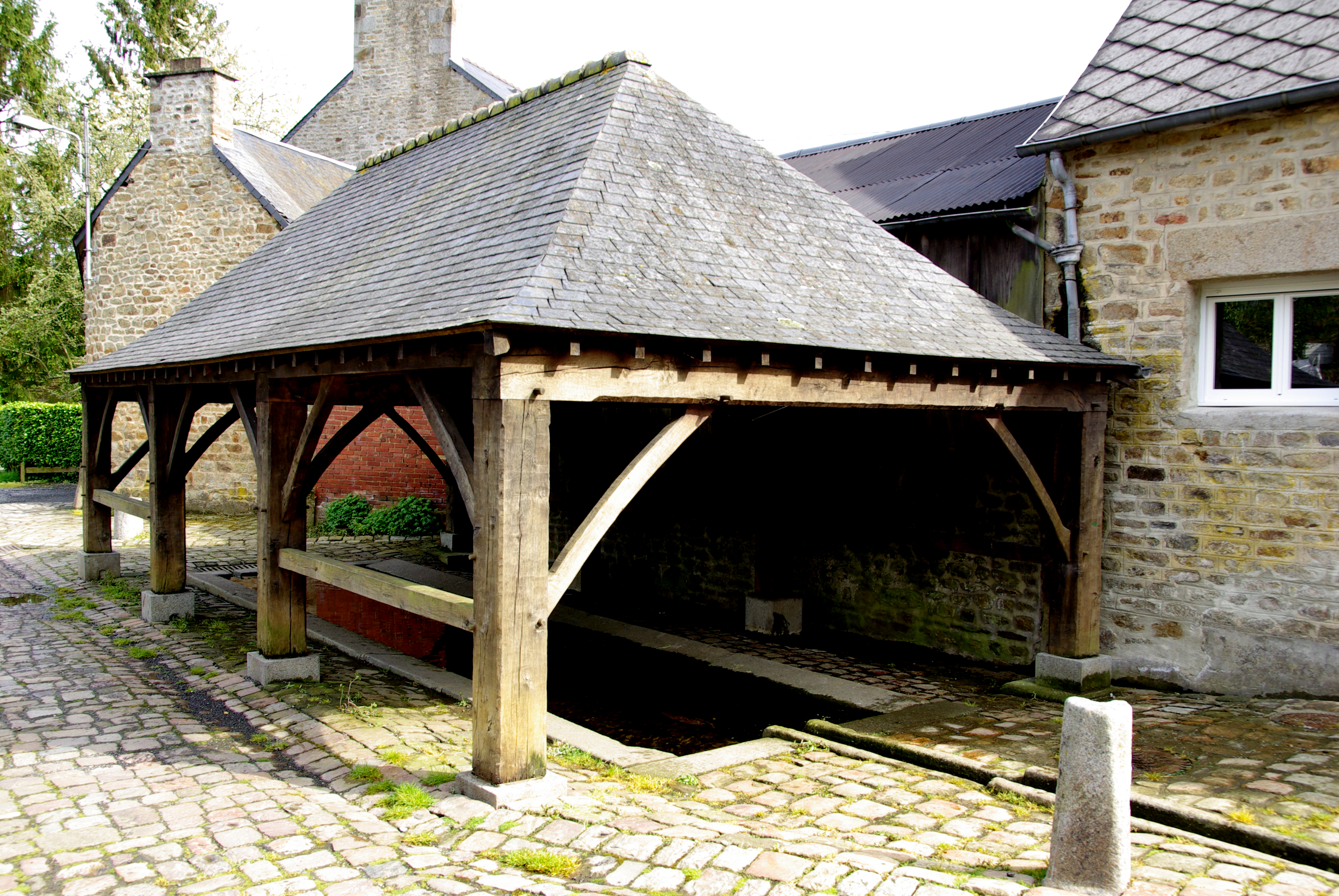
Le lavoir du bas de la rue de Geôle.
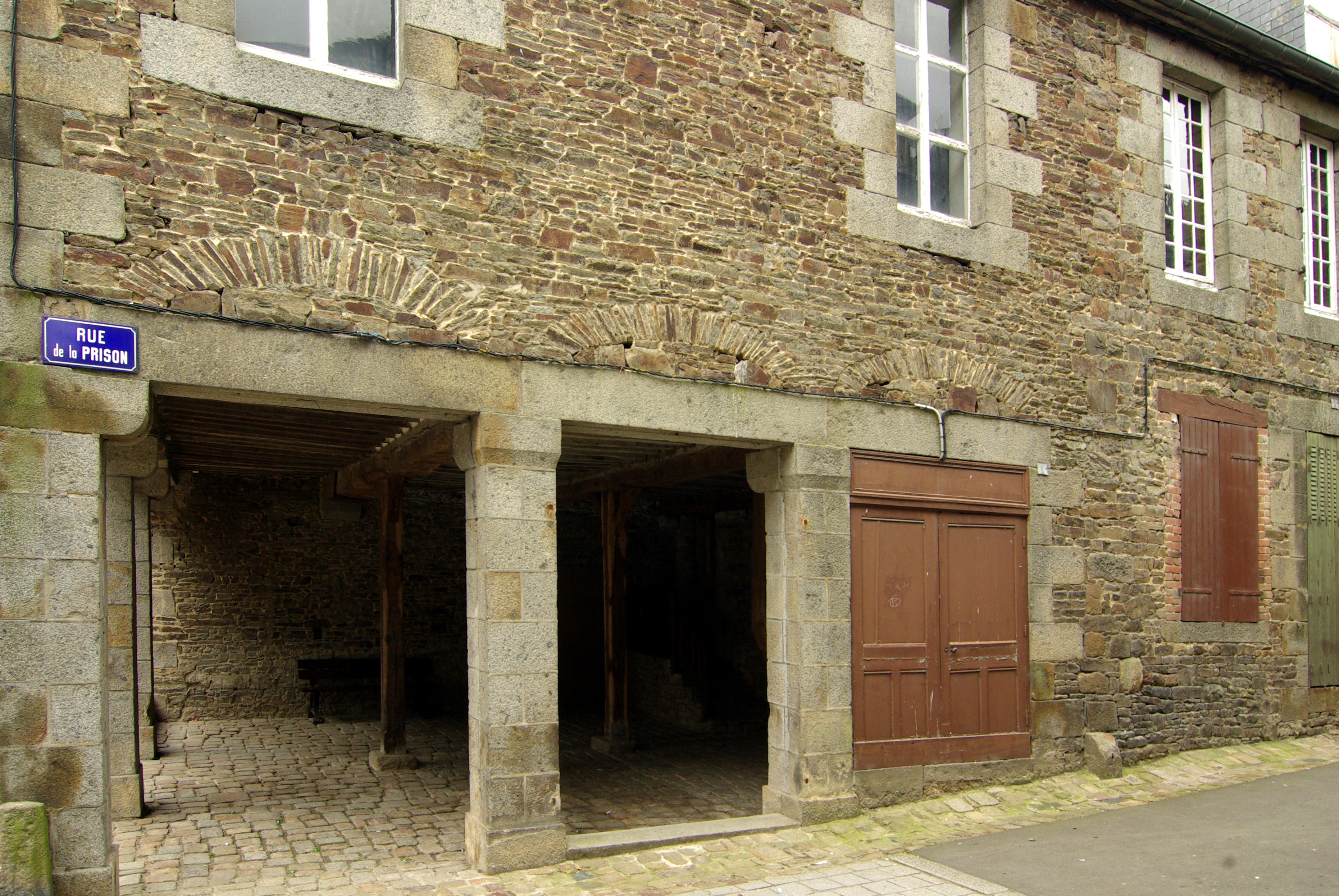
L'ancienne prison royale.
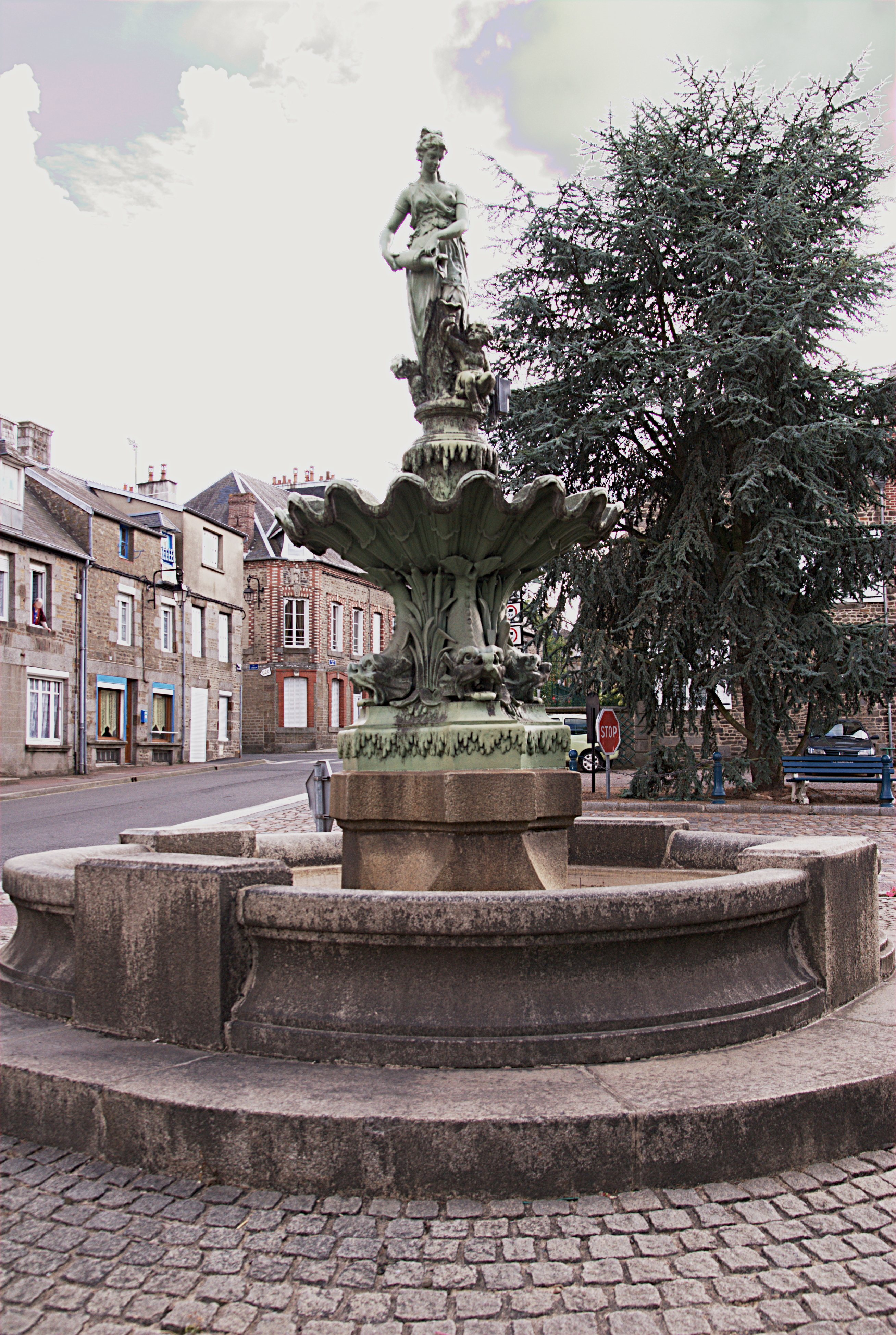
La fontaine de Montpensier.
- Traversée de Tinchebray par la D 22 puis D 924.

### Personnalités liées à la commune

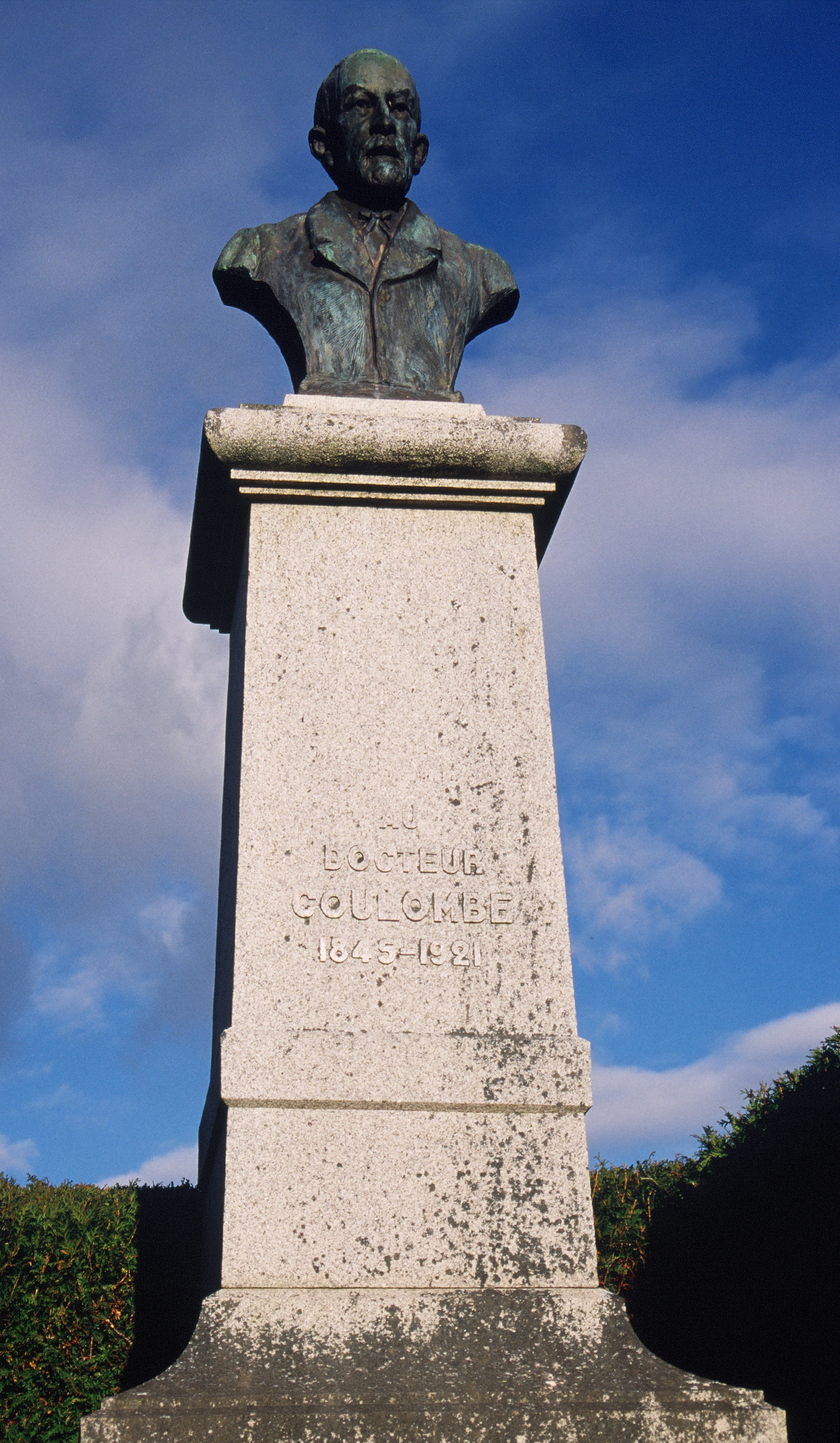
Buste du Docteur Coulombe.

- Jean-Baptiste Quéruel (1779 - Tinchebray, 1845), chimiste.
- Edgard Le Bastard (Tinchebray, 1836 - 1891), industriel, sénateur-maire de Rennes.
- Pierre Coulombe (Tinchebray, 1845 - 1921), médecin philanthrope.
- Bill-Bocketts (Tinchebray, 1892 - 1961), acteur.
- André Breton (Tinchebray, 1896 - 1966), écrivain, poète et théoricien du surréalisme.
- Guy Degrenne (Tinchebray, 1925 - 2006), industriel.
- Hubert Bassot (1932 -1995), député-maire de la commune.
- Guy Désert (Tinchebray, 1923 - 2004), peintre impressionniste.

### Héraldique
| Armes de Tinchebray | Les armes de la commune de Tinchebray se blasonnent ainsi : De gueules à la clef accostée de quatre navettes de tisserand, passées deux à deux en sautoir, le tout d'or ; au chef cousu de sinople chargé d'un lion léopardé accosté de deux fleurs de lis, le tout d'or. |